# Bildband
Ett bildband, rulle med omonterade diabilder, oftast 135-film, avsedda att visas med hjälp av särskild typ av projektor. Bildbandsrullen placeras på ett fäste, filmen dras genom projektorn mellan lampan och objektivet och kläms fast på en spole på vilken filmen sedan lindas upp. Därefter vrider man fram bilderna i visningsläge en i taget, oftast steglöst, så att det är användarens sak att se till att bilden visas korrekt. Från början av 1950-talet till slutet av 1980-talet var bildband vanliga i skolundervisningen. De var billigare och mindre utrymmeskrävande än diabildsmagasin med diabilder monterade i ram, men också mer känsliga för slitage och ovarsam hantering. Till bildbandet hörde ofta ett ljudspår (på rullband eller kassett) med ett karakteristiskt pip som markerade byte av bild.